# Luca Vildoza
Luca Vildoza (Buenos Aires, 11 de agosto de 1995) es un jugador de baloncesto argentino, con pasaporte italiano, que pertenece a la plantilla del Virtus Bologna de la Lega Basket Serie A italiana. Con 1,91 metros de estatura juega en la posición de base.

## Primeros años
A pesar de nacer en Buenos Aires, a los pocos meses se mudó a Mar del Plata, ciudad que lo identifica y en que pasó toda su juventud. Nacido en el seno de una familia ligada al básquetbol, su padre Marcelo, oriundo de Tafí Viejo en la provincia de Tucumán, fue un jugador profesional que disputó varias temporadas en la liga argentina. Jugó en los clubes marplatenses de Quilmes y Peñarol, y salió campeón con este último en la temporada de 1993-94. Mientras tanto, su abuelo materno Emilio Andrei era presidente del Club Atlético Kimberley cuando Luca comenzó a practicar allí el deporte a los 4 años. Su paso por Kimberley fue corto, y fue por influencia de su abuela Angélica que era fanática de Quilmes lo que llevó a Vildoza a sumarse a las inferiores del «cervecero» a los 7 años.

## Trayectoria

### Argentina
Formado en la cantera del Club Atlético Quilmes de Mar del Plata, Luca debutó en la A argentina en 2011 con el conjunto marplatense. Para 2012 y luego del descenso de su equipo, Luca se convirtió en una pieza clave para el conjunto cervecero siendo miembro destacado en cuanto al armado del plantel. Pese a su lesión logró dar el salto de calidad en el año 2013, siendo el año donde consiguió retornar a la máxima categoría argentina con Quilmes, jugando desde el inicio los partidos finales.
En el mes de julio fue convocado para el Campus «NBA Sin Fronteras en Latinoamérica», donde participó con los 50 mejores jugadores Sub-18 del continente y en el cual fue el ganador del torneo de Triples. Luca sufrió una fractura expuesta de cubito y radio en un amistoso de preparación frente al Club Lanús, esto le demandó una recuperación de aproximadamente tres meses, perdiéndose así el arranque de la Liga Nacional 2013-14.
Hizo una de sus mejores temporadas en la 2014-15 en la que promedió 11,7 puntos, 1,8 asistencias y 2,3 rebotes en 22,6 minutos de juego, además que llevó a su equipo a las finales de conferencia en las que quedaron fuera contra Club Gimnasia Indalo. Tuvo unas actuaciones importantes como el 21 de febrero de 2015 en el que convirtió 27 puntos con 7/8 en triples en la victoria ante 
Lanús por 93 a 86.

### España

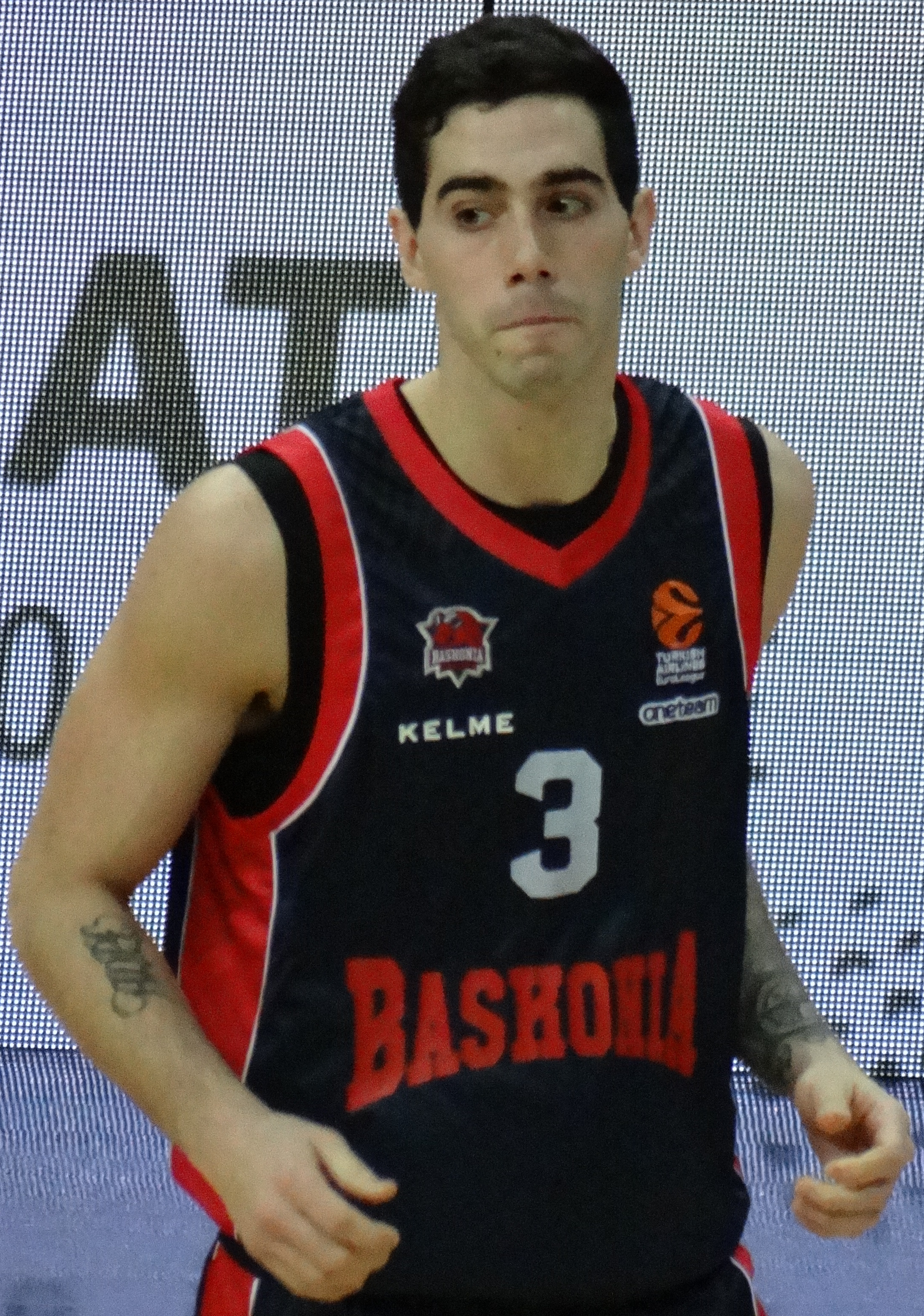
Vildoza con Baskonia en 2018.

En agosto de 2016 es fichado por el Saski Baskonia de la Liga ACB española, que lo cedió en préstamo una temporada a Quilmes, continuando así el jugador en Argentina pero teniendo asegurado su paso al básquet europeo al terminar la temporada 2016-17.
En la citada temporada 2017-18 comenzó siendo el tercer base del equipo vitoriano, por detrás de dos veteranos experimentados como Jayson Granger y Marcelinho Huertas. Sin embargo, a medida que avanzó la temporada, consiguió ganar minutos en la rotación de Pedro Martínez, resultando una figura muy importante para el acceso a Play-Offs de la Euroliga. En el último tramo del año comenzó de base titular en los play-offs por el título de la Liga Endesa.
En la temporada 2019-20 se consagra campeón de la Liga Endesa con el Baskonia, tras vencer en la final al Barcelona. El encuentro terminó 69 a 67 y Luca fue decisivo al meter la última canasta a falta de pocos segundos. Ganó el MVP de las finales, con 17 puntos, 2 asistencias, 4 rebotes y 20 de valoración.

### NBA
El 5 de mayo de 2021, se confirma su fichaje por los New York Knicks de la NBA, con un contrato por 4 años y 13,6 millones. El 3 de octubre fue cortado por los Knicks sin llegar a debutar. El 5 de octubre se sometió a una cirugía en el pie derecho.
El 6 de abril de 2022, firma un contrato de dos años con Milwaukee Bucks. Debutó en la NBA el 22 de abril, en el tercer encuentro de primera ronda ante Chicago Bulls, anotando un triple.
El 5 de julio de 2022 fue cortado por los Bucks, pero dos días después lo repesca, de cara a la pretemporada.

### Serbia
El 13 de octubre de 2022, firma por el Estrella Roja de la ABA Liga, fichaje que denunció ante la Euroliga su anterior club en Europa, el Saski Baskonia, poseedor de los derechos del jugador fuera de la NBA.

### Grecia
El 26 de junio de 2023, el Panathinaikos B. C. griego anunció el fichaje de Vildoza por tres temporadas.
El 2 de julio de 2024, después de una temporada con altibajos en el Panathinaikos en la que no consiguió un puesto estable en la rotación del entrenador Ergin Ataman, el argentino firmó un contrato por dos años con el equipo rival Olympiakos B. C.

### Italia
El 25 de junio de 2025, firmó contrato para unirse a la plantilla del Virtus Bologna de la Lega Basket Serie A italiana.

## Selección nacional

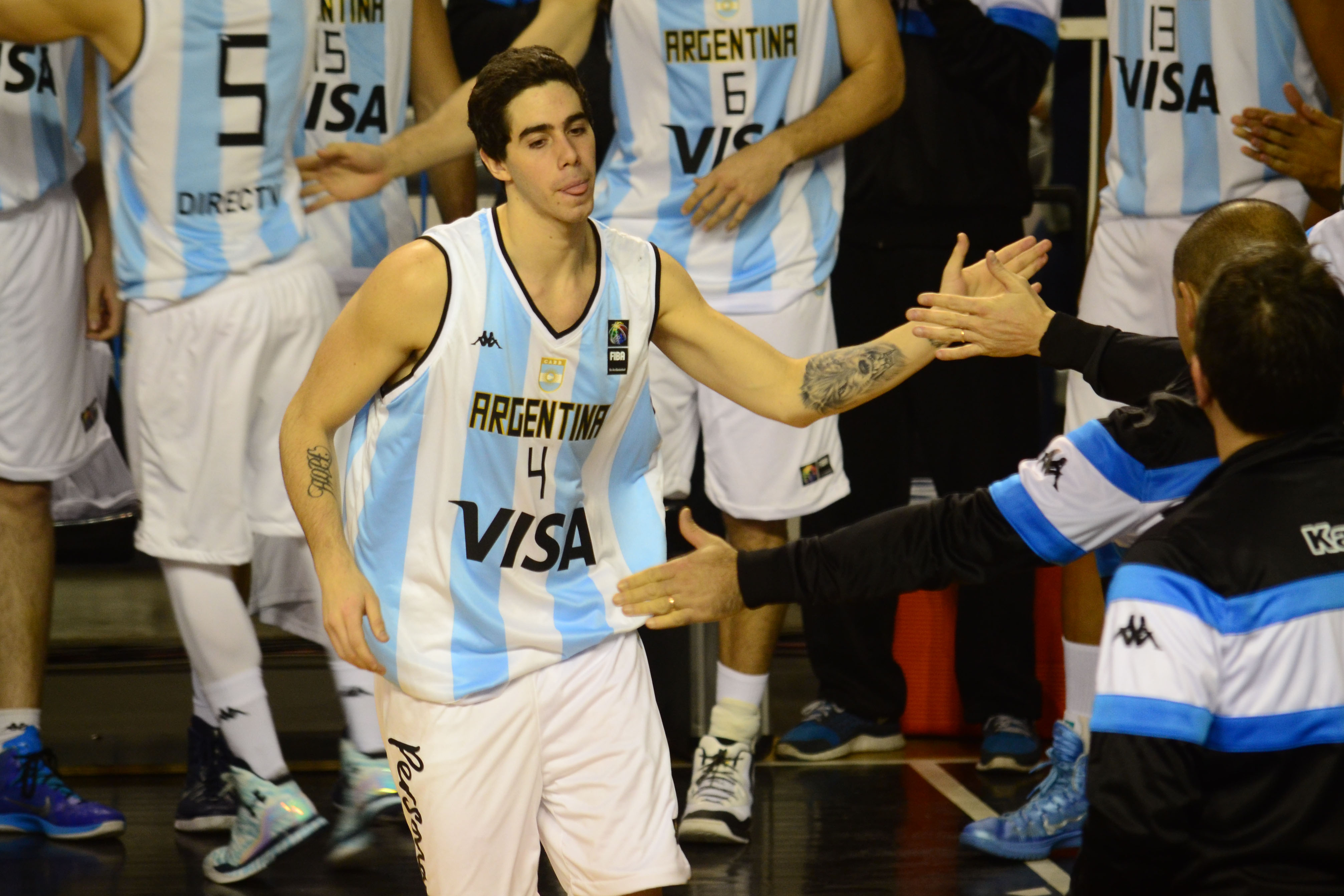
Vildoza con la selección argentina en julio de 2015.

En 2012 Luca tuvo participaciones en las selecciones nacionales Sub-17 y posteriormente en la Sub-19, perdiéndose el Mundial de dicha categoría por una doble fractura en ambas muñecas luego de una desafortunada jugada en un partido de pretemporada ante Independiente de Tandil.
En 2013 fue convocado para el mundial Sub-19 desarrollado en la República Checa, pero no pudo participar por un esguince. Por su fractura expuesta de cubito y radio se perdió el Mundial 3x3 de Indonesia.
En el año 2014 participó con la selección absoluta de Argentina en los Juegos ODESUR desarrollados en Chile consagrándose campeón y formó parte de la preselección de jugadores en vistas de la Copa del Mundo de Baloncesto FIBA 2014, pero finalmente no quedó entre los 12 seleccionados.
En el año 2015 formó parte de la selección que participó de los Juegos Panamericanos de 2015, quedando en quinto lugar. Vildoza jugó únicamente el partido por el quinto y sexto puesto, y aportó 9 pts, 2 rebotes, 1 asistencia, 1 rebote y 1 falta personal en 16 minutos de juego. Una semana después de esto, Vildoza formó parte de los entrenamientos de la preselección para el Campeonato FIBA Américas de 2015.
En 2019, fue uno de los bases del plantel de la selección argentina que obtuvo la medalla de oro en los Juegos Panamericanos de Lima. Este fue su primer título oficial jugando en la selección absoluta de Argentina. Además, fue uno de los bases del combinado que conquistó la medalla de plata en el Mundial de China de ese año.
En verano de 2021, fue parte de la selección absoluta argentina que participó en los Juegos Olímpicos de Tokio 2020, que quedó en séptimo lugar.

## Estadísticas de su carrera en la NBA

### Playoffs
| Año   | Equipo    | PJ | PT | MPP | %TC  | %3P  | %TL | RPP | APP | ROB | TPP | PPP |
| ----- | --------- | -- | -- | --- | ---- | ---- | --- | --- | --- | --- | --- | --- |
| 2022  | Milwaukee | 7  | 0  | 2.4 | .333 | .200 | —   | .3  | .6  | .3  | .0  | .7  |
| Total | Total     | 7  | 0  | 2.4 | .333 | .200 | —   | .3  | .6  | .3  | .0  | .7  |